# NRL 2006
Die NRL 2006 war die neunte Saison der National Rugby League, der australisch-neuseeländischen Rugby-League-Meisterschaft. Den ersten Tabellenplatz nach Ende der regulären Saison belegten die Melbourne Storm, die im Finale 8:15 gegen die Brisbane Broncos verloren. Diese gewannen damit zum dritten Mal die NRL.

## Tabelle
|      | Team                          | Spiele | Siege | Unent. | Ndlg. | Spiel- punkte | Diff. | Tabellen- punkte |
| ---- | ----------------------------- | ------ | ----- | ------ | ----- | ------------- | ----- | ---------------- |
| 01.  | Melbourne Storm               | 24     | 20    | 0      | 4     | 605:404       | + 201 | 44               |
| 02.  | Canterbury-Bankstown Bulldogs | 24     | 16    | 0      | 8     | 608:468       | + 140 | 36               |
| 03.  | Brisbane Broncos              | 24     | 14    | 0      | 10    | 497:392       | + 105 | 32               |
| 04.  | Newcastle Knights             | 24     | 14    | 0      | 10    | 608:538       | + 70  | 32               |
| 05.  | Manly-Warringah Sea Eagles    | 24     | 14    | 0      | 10    | 534:493       | + 41  | 32               |
| 06.  | St. George Illawarra Dragons  | 24     | 14    | 0      | 10    | 519:481       | + 38  | 32               |
| 07.  | Canberra Raiders              | 24     | 13    | 0      | 11    | 525:573       | - 48  | 30               |
| 08.  | Parramatta Eels               | 24     | 12    | 0      | 12    | 506:483       | + 23  | 28               |
| 09.  | North Queensland Cowboys      | 24     | 11    | 0      | 13    | 450:463       | - 13  | 26               |
| 010. | New Zealand Warriors          | 24     | 12    | 0      | 12    | 552:463       | + 89  | 24*              |
| 011. | Wests Tigers                  | 24     | 10    | 0      | 14    | 490:565       | - 75  | 24               |
| 012. | Penrith Panthers              | 24     | 10    | 0      | 14    | 510:587       | - 77  | 24               |
| 013. | Cronulla-Sutherland Sharks    | 24     | 9     | 0      | 15    | 515:544       | - 29  | 22               |
| 014. | Sydney Roosters               | 24     | 8     | 0      | 16    | 528:650       | - 122 | 20               |
| 015. | South Sydney Rabbitohs        | 24     | 3     | 0      | 21    | 429:772       | - 343 | 10               |

- Da in dieser Saison jedes Team zwei Freilose hatte, wurden nach der Saison zur normalen Punktezahl noch 4 Punkte dazugezählt. Eine Ausnahme bildeten die New Zealand Warriors, denen 4 Punkte wegen Verstößen gegen das Salary Cap abgezogen wurden.

## Playoffs

### Ausscheidungs/Qualifikationsplayoffs
| 8. September 20:00 | Newcastle Knights | 25 : 18 | Manly-Warringah Sea Eagles | Energy Australia Stadium, Newcastle Zuschauer: 23.752 Schiedsrichter: Sean Hampstead |
| 8. September 20:00 | (0:12) Bericht    |         |                            | Energy Australia Stadium, Newcastle Zuschauer: 23.752 Schiedsrichter: Sean Hampstead |

| 9. September 18:30 | Brisbane Broncos | 4 : 20 | St. George Illawarra Dragons | Suncorp Stadium, Brisbane Zuschauer: 50.387 Schiedsrichter: Paul Simpkins |
| 9. September 18:30 | (4:10) Bericht   |        |                              | Suncorp Stadium, Brisbane Zuschauer: 50.387 Schiedsrichter: Paul Simpkins |

| 9. September 20:30 | Canterbury-Bankstown Bulldogs | 30 : 12 | Canberra Raiders | Telstra Stadium, Sydney Zuschauer: 14.628 Schiedsrichter: Shayne Hayne |
| 9. September 20:30 | (12:6) Bericht                |         |                  | Telstra Stadium, Sydney Zuschauer: 14.628 Schiedsrichter: Shayne Hayne |

| 10. September 16:00 | Melbourne Storm | 12 : 6 | Parramatta Eels | Olympic Park Stadium, Melbourne Zuschauer: 15.690 Schiedsrichter: Steve Clark |
| 10. September 16:00 | (12:0) Bericht  |        |                 | Olympic Park Stadium, Melbourne Zuschauer: 15.690 Schiedsrichter: Steve Clark |

### Viertelfinale
| 15. September 19:45 | St. George Illawarra Dragons | 28 : 0 | Manly-Warringah Sea Eagles | Sydney Football Stadium, Sydney Zuschauer: 30.907 Schiedsrichter: Paul Simpkins |
| 15. September 19:45 | (8:0) Bericht                |        |                            | Sydney Football Stadium, Sydney Zuschauer: 30.907 Schiedsrichter: Paul Simpkins |

| 16. September 19:45 | Newcastle Knights | 6 : 50 | Brisbane Broncos | Sydney Football Stadium, Sydney Zuschauer: 22.081 Schiedsrichter: Steve Clark |
| 16. September 19:45 | (0:24) Bericht    |        |                  | Sydney Football Stadium, Sydney Zuschauer: 22.081 Schiedsrichter: Steve Clark |

### Halbfinale
| 22. September 19:45 | Canterbury-Bankstown Bulldogs | 20 : 37 | Brisbane Broncos | Sydney Football Stadium, Sydney Zuschauer: 29.511 Schiedsrichter: Paul Simpkins |
| 22. September 19:45 | (20:6) Bericht                |         |                  | Sydney Football Stadium, Sydney Zuschauer: 29.511 Schiedsrichter: Paul Simpkins |

| 23. September 19:45 | Melbourne Storm | 24 : 10 | St. George Illawarra Dragons | Telstra Stadium, Sydney Zuschauer: 40.901 Schiedsrichter: Steve Clark |
| 23. September 19:45 | (12:6) Bericht  |         |                              | Telstra Stadium, Sydney Zuschauer: 40.901 Schiedsrichter: Steve Clark |

### Grand Final
| 1. Oktober 2006 19:00 | Brisbane Broncos                                                                                                   | 15 : 8        | Melbourne Storm        | Telstra Stadium, Sydney Zuschauer: 79.609 Schiedsrichter: Paul Simpkins |
| 1. Oktober 2006 19:00 | Versuche: Hodges, Tate Erhöhungen: Lockyer (1/1) Straftritte: Lockyer (1/1), Parker (1/2) Dropgoals: Lockyer (1/1) | (8:4) Bericht | Versuche: King, Turner | Telstra Stadium, Sydney Zuschauer: 79.609 Schiedsrichter: Paul Simpkins |

| 1                  | Justin Hodges     |
| 2                  | Darius Boyd       |
| 3                  | Brent Tate        |
| 4                  | David Stagg       |
| 5                  | Karmichael Hunt   |
| 6                  | Darren Lockyer    |
| 7                  | Shane Perry       |
| 8                  | Shane Webcke      |
| 9                  | Shaun Berrigan    |
| 10                 | Petero Civoniceva |
| 11                 | Sam Thaiday       |
| 12                 | Brad Thorn        |
| 13                 | Tonie Carroll     |
| Auswechselspieler: |                   |
| 14                 | Corey Parker      |
| 15                 | Dane Carlaw       |
| 16                 | Ben Hannant       |
| 17                 | Casey McGuire     |

| 1                  | Billy Slater    |
| 2                  | Matt Geyer      |
| 3                  | Matt King       |
| 4                  | Greg Inglis     |
| 5                  | Steve Turner    |
| 6                  | Scott Hill      |
| 7                  | Cooper Cronk    |
| 8                  | Antonio Kaufusi |
| 9                  | Cameron Smith   |
| 10                 | Brett White     |
| 11                 | David Kidwell   |
| 12                 | Ryan Hoffman    |
| 13                 | Dallas Johnson  |
| Auswechselspieler: |                 |
| 14                 | Adam Blair      |
| 15                 | Jeremy Smith    |
| 16                 | Ben Cross       |
| 17                 | Nathan Friend   |